# Hildegard Therese Himmelweit

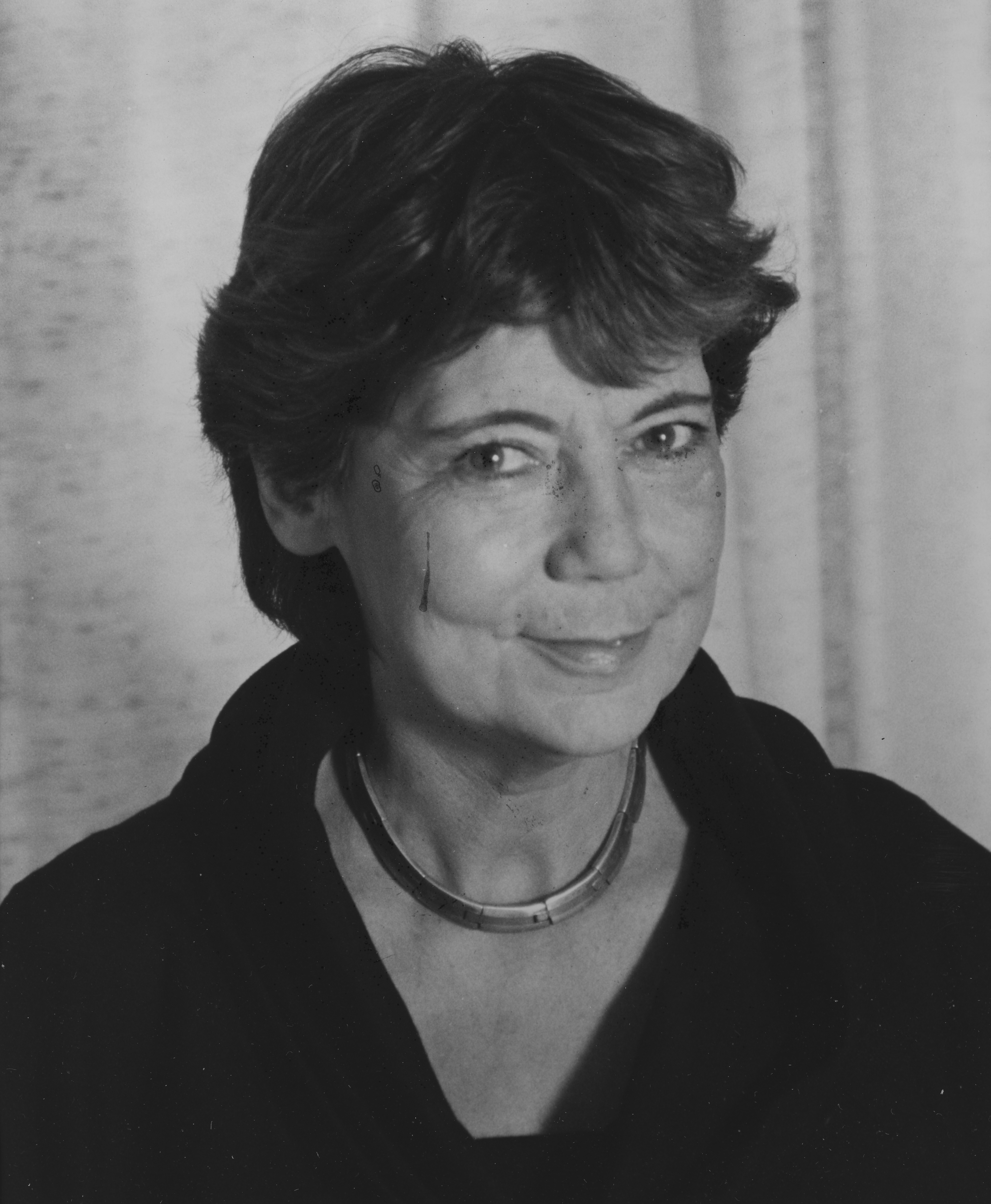
Hilde Himmelweit

Hildegard Therese Himmelweit (geb. Litthauer) (* 1918; † 1989) war eine britische Sozialpsychologin deutscher Herkunft.
Himmelweit emigrierte 1935 nach Großbritannien und wurde 1945 von Hans Eysenck zum Ph.D. promoviert. Von 1948 bis 1983 lehrte sie an der London School of Economics and Political Science. 1964 wurde sie ebendort erste Professorin für Sozialpsychologie in Großbritannien.
International bekannt wurde sie durch ihre Untersuchungen der Wirkung des Fernsehens auf das gesellschaftliche Bewusstsein. Außerdem untersuchte sie im Rahmen der Politischen Psychologie die Entscheidungsfindungsprozesse vor Wahlen.